# Onocleopsis hintonii
Onocleopsis hintonii là một loài thực vật có mạch trong họ Woodsiaceae. Loài này được F. Ballard miêu tả khoa học đầu tiên năm 1945.